# Брус (династия)
Брус или Брюс (на английски: Bruce) е шотландска кралска фамилия (1306 – 1371). Води началото си от рицаря Робърт Брус (†1094), който пристига в Англия с Уилям Завоевателя. Негов праправнук е Робърт, 4-ти лорд Аръндейл (†1245). Той сключва брак с Изабела, дъщеря на Дейвид, граф на Хъндингтън, и племенница на шотландския крал Уилям I Лъв. От този брак се ражда Робърт, 5-ти лорд на Аръндейл (†1295). Смъртта на Маргарет Норвежка (†1290), потомка на старата шотландска династия поставя началото на борби за престола, в който се включва и Робърт Брус. Английският крал Едуард I Плантадженет присъжда короната на Джон I Балиол и Робърт Брус трябва да оттегли претенциите си. Неговият син Робърт, 6-ти лорд на Аръндейл е баща на: Едуард (†1318); Томас (†1307); Александър (†1307); Найджъл (†1306); Изабела, омъжена за Ейрик II, крал на Норвегия; Робърт, граф на Кардиф, който се възкачва на шотландския престол под името Робърт I Брус (1306 – 1329). Той повежда упорита борба срещу англичаните, овладели десет години преди това Шотландия. През 1328 г. завоевателите са принудени да признаят шотландската независимост.
По-малкият брат на Робърт I Брус, Едуард, е повикан от ирландците да оглави войната им срещу Англия. Коронован е за техен крал (1316 – 1318), но загива в сражение, без да остави потомство. Робърт I Брус сключва два брака – с Изабела, дъщеря на Доналд, граф на Мар и с Елизабет Бург. Баща е на крал Дейвид II и на Марджъри. След като англичаните повторно завземат Шотландия, Дейвид II е принуден да замине за Франция (1334 – 1341). Завръща се в Шотландия през 1346 г., но скоро попада в английски плен и успява да заеме престола едва през 1357 г. Няма потомство от браковете си с Джоан (Джейн), дъщеря на английския крал Едуард II и Марджъри (Маргарет), дъщеря на Малкълм Дръмънд. Сестрата на Дейвид II, Марджъри се омъжва за Уолтър Стюарт, сенешал на Шотландия и короната на Шотландия наследява нейния син Робърт II Стюарт.

## Крале на Шотландия
- (1306 – 1329): Робърт I (11.7.1274 – 7.6.1329), син на Робърт, 5-ти лорд на Аръндейл
- (1329 – 1371): Дейвид II (5.3.1324 – 22.2.1371), син на предходния